# Randolph (Maine)
Randolph è un comune degli Stati Uniti d'America, situato nello Stato del Maine, nella Contea di Kennebec.